# Faizabad (Indien)
Faizabad (Hindi: फ़ैज़ाबाद, Urdu: فیض آباد; Faizābād [ˌfæːʒaːˈbaːd̪]; früher Fyzabad) ist eine indische Stadt im Bundesstaat Uttar Pradesh 5 km entfernt von der heiligen Stadt Ayodhya, wo nach mythologischer Vorstellung der Gott Rama geboren sein soll.
Die Stadt liegt am rechten Flussufer der Ghaghara.
Beim Zensus 2011 betrug die Einwohnerzahl von Faizabad 165.228.
Faizabad bildet mit Ayodhya eine gemeinsame kommunale Selbstverwaltung (Hindi: Nagar Palika Parishad, englisch: joint municipal board).

## Geschichte
1722 wurde Saadat Khan zum Nawab ernannt und residierte anfänglich in Faizabad. Er nutzte die zunehmende Schwäche des Mogulreiches aus, um eine eigene Dynastie zu gründen.

## Religion
Die Bevölkerung ist größtenteils Anhänger des Hinduismus.

## Sehenswürdigkeiten
- Gulab Bari, Grabmal von Shuja-ud-Daula
- Moti Masjid (Perlenmoschee)

## Bildung
In der Stadt befinden sich unter anderem zwei Universitäten.

## Söhne und Töchter der Stadt
- Ashfaqulla Khan (1900–1927), indischer Freiheitskämpfer
- Barry Hay (* 1948), indisch-niederländischer Rockmusiker
- Pooja Batra (* 1976), indische Schauspielerin
- Akhil Kumar (* 1981), indischer Boxer